# Air Austral
Air Austral is een Franse luchtvaartmaatschappij met haar thuisbasis Luchthaven Réunion Roland Garros op het eiland Réunion.

## Geschiedenis
Air Austral is opgericht in 1975 als Réunion Air Service. Met hulp van Air France en Air Mauritius werd de maatschappij in 1987 omgevormd tot Air Réunion. Na een verdere reorganisatie met behulp van Air France en het plaatselijk bestuur ontstond in 1990 Air Austral.

## Diensten
Air Austral voerde in mei 2007 lijnvluchten uit naar:
Binnen Réunion:
- Saint-Denis en Saint-Pierre.

Buiten Réunion:
- Bangkok, Dzaoudzi, Johannesburg, Lyon, Mahé, Majunga, Marseille, Mauritius, Moroni, Nosy Be, Parijs, Toamasina, Toulouse, Sydney.

## Vloot
De vloot van Air Austral bestond in mei 2019 uit:
- 3 Boeing 777-300ER
- 2 Boeing 737-800
- 3 ATR-72-500
- 2 Boeing 787-8